# 西墙
西墙，又名哭墙，阿拉伯人稱之為布拉克牆（Ḥā'iṭ Al-Burāq）位于耶路撒冷旧城内，圣殿山山下西侧。这是环绕第二圣殿庭院的古城墙的残存部分。在四面牆之中，西牆被認為是當年最靠近聖殿的，使它成為犹太教信仰中除圣殿山本身以外最神圣的地点。
通常认为，西墙由大希律王兴建于公元前19年，但最近的发掘表明希律王生前并未完成此项工程。牆底部的大石塊區段是於希律王時期修築；上方中型石塊區段於奧米亞王朝時期修築；頂部小石塊區段修築時間於鄂圖曼帝國時期之後。現存西牆總長488公尺，猶太人聚集祈禱的那段位在聖殿山西南端猶太區裡的大广场，其他部分隱身在穆斯林區的建築物後。
许多个世纪以来，西墙一直是犹太人祈祷和朝圣的地点。最早记载犹太来此祈祷的文献可以追溯到4世纪。从19世纪中叶起，犹太人试买下西墙和其邻近地区，但没有成功。犹太复国主义运动在20世纪早期兴起后，西墙成为犹太社区和穆斯林之间摩擦的原因，穆斯林担心西墙被用于犹太民族主义对圣殿山和耶路撒冷主權的宣示。西墙下的暴力行为变得司空见惯，于1930年召开了一次国际会议，以解決穆斯林和犹太人對西牆所有权的問題。
1948年以阿戰爭后，约旦控制了西墙，長达19年之久都禁止犹太人前往，直到1967年六日戰爭以色列占领旧城。占領後三日，以色列拆掉西牆邊有770年歷史的摩洛哥區，讓猶太人有更多祈禱的空間。

## 詞源
西牆一詞最早出現於猶太經典，但其“聖殿西牆”所指是否與今日相同，亦或是聖殿群內其他牆壁不得而知。猶太文獻記載中，最早稱其為西牆的是11世紀的Ahimaaz ben Paltiel。
“哭牆”或是描述其為“令人哭泣的地方”在19世紀的英國文學被廣泛使用。會有這類描述，是因為猶太人經常到此悼念他們消失的聖殿。
在19世紀左右，阿拉伯人開始稱之為al-Buraq，相傳穆罕默德將神獸布拉克拴於牆內。

## 建築結構

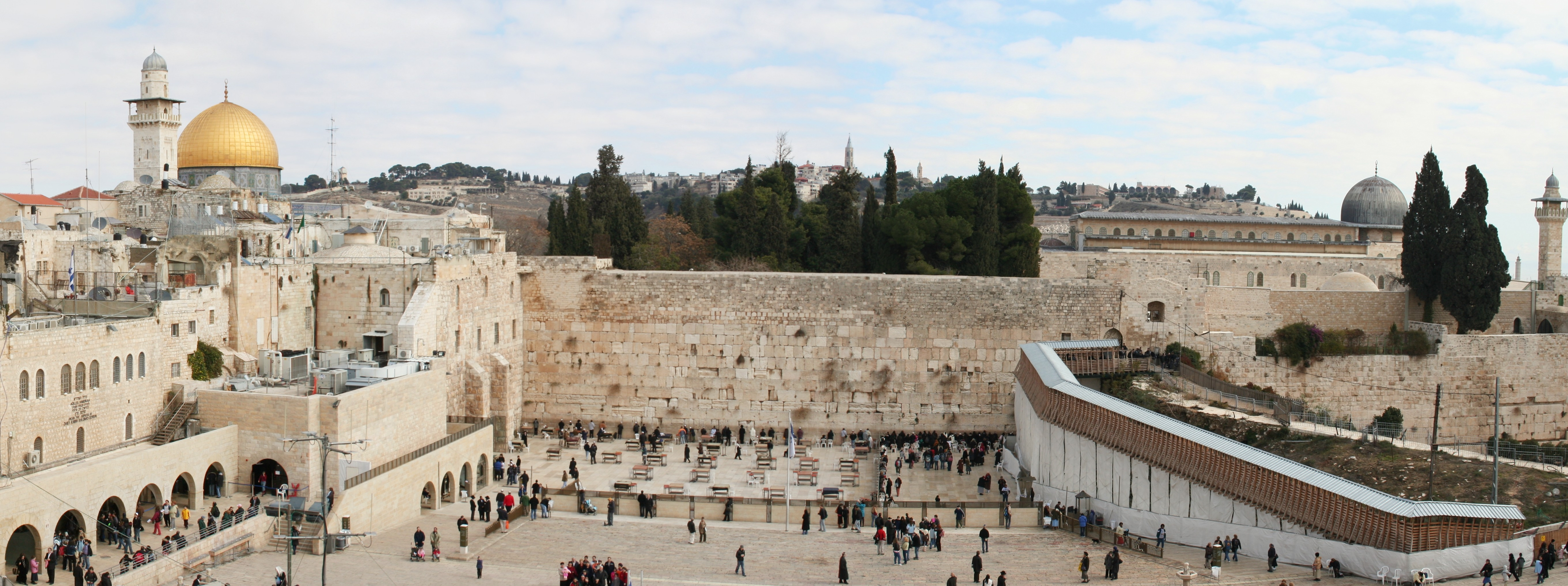
中央是西牆，左側為圓頂清真寺，右側為阿克薩清真寺

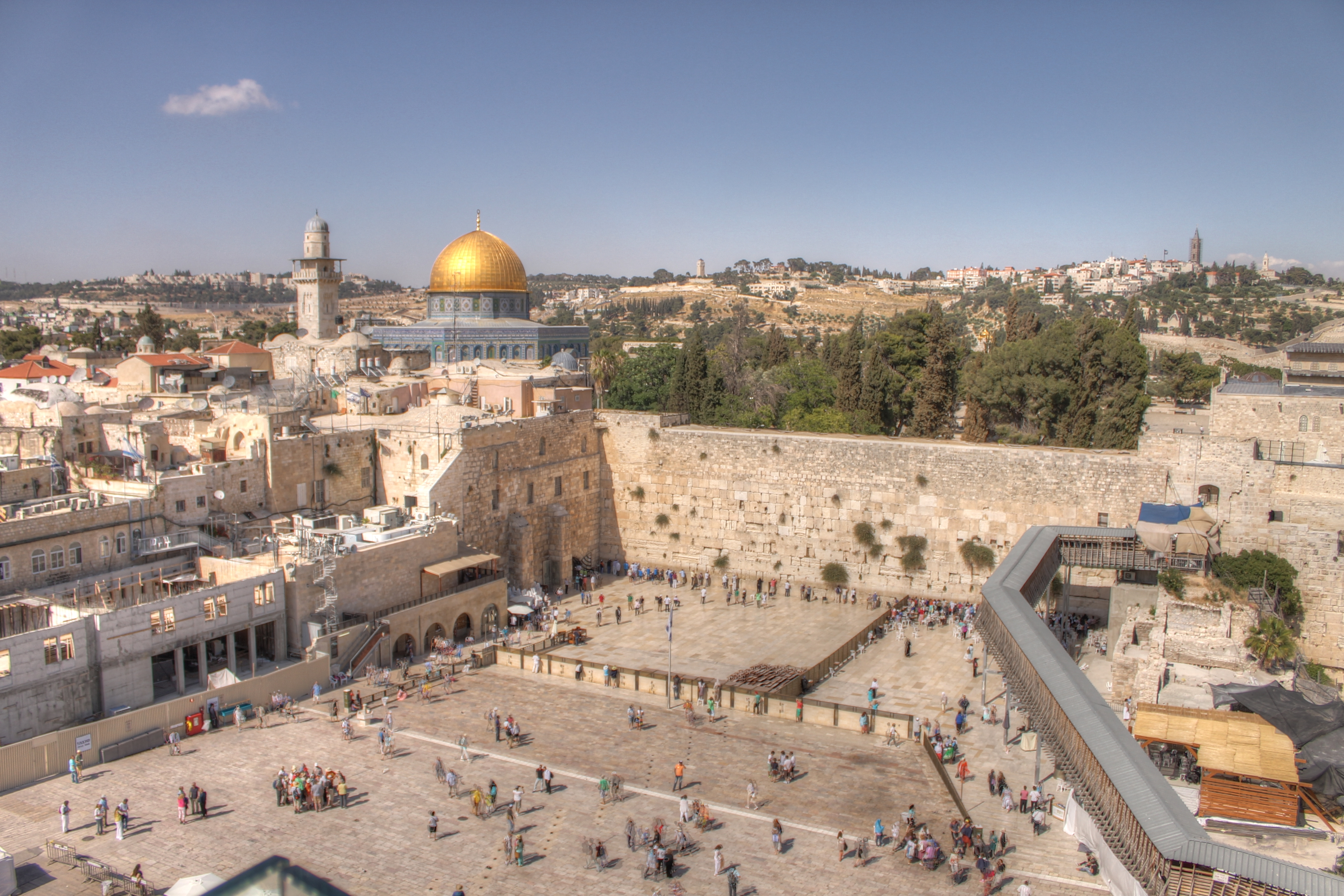
西牆與圓頂清真寺

西牆，一般指聖殿山西側大廣場上，供人們祈禱那段長57公尺的牆。完整的西牆長達488公尺，大部分隱身在兩側的建築物中。我們能看的其餘西牆，一段在南邊長80公尺；另外一小段在聖殿山鐵門附近，稱作小西牆。
西牆是座擋土牆，西元前19年時希律王用以強化聖殿山的建築結構，將聖殿山包圍成今天看到的矩型建築群。
牆由45層石塊堆疊而成，總高32公尺。西城廣場的地面上有28層，高19公尺；地面下還有17層。
在廣場，能看到的下方7層建於大希律王時期，用的是採於耶路撒冷舊城附近西底家洞或Ramat Shlomo的巨大meleke石灰石（耶路撒冷石，一種耶路撒冷產的石灰石），大部分石塊重量約在2－8噸之間。但在威尔逊拱门北段有顆巨大的Western Stone，寬13公尺，重量高達570噸。這些巨石頭被精密的切割，相互堆疊的石縫寬在5到20公分之間，深約1.5公分。在希律王時期，牆的頂部10公尺是有壁柱裝飾的雙圓柱牆，但這部份在7世紀初（公元628年東羅馬—薩珊戰爭）東羅馬帝國從波斯帝國薩珊王朝手中收復耶路撒冷的時候毀掉了。
往上4層是由較中型的石頭組成，於穆斯林的奧米亞王朝時期（8世紀）修築。
最上方的16、17層是由小石頭組成，於穆斯林的馬木留克王朝時期（13－16世紀）之後修築。

## 歷史

### 始建於公元前19年

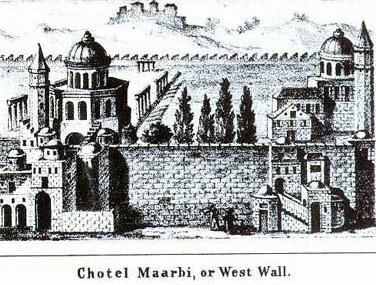
Engraving,1850

希伯來聖經記載，所羅門聖殿（第一聖殿）於公元前10世紀建在聖殿山上，公元前586年毀於新巴比倫帝國之手；第二聖殿於公元前516年建成。
公元前19年，大希律王對聖殿山展開大規模的修築，除了重建、擴大第一聖殿外，更將基座延伸使規模倍數成長，今天的西牆是當年基座擋土牆的一部分。
2011年，以色列考古學家有個驚人的發現，他們在西牆的基石中找到大希律王死後才開始用的羅馬錢幣。這個埋有錢幣的基石是由浸禮池填起來的，在西牆的南段，屬於大希律王修築計畫的一部分。這似乎顯示大希律王死前（公元前4年）築牆工程尚未完成，與歷史學家弗拉維奧·約瑟夫斯的看法相符。他認為修築計畫是在希律王的曾孫，希律亚基帕二世在位時完成的。這表示大希律王在世的時候皇家柱廊和罗宾逊拱门很可能也尚未完成。
第二聖殿在公元70年猶太人大起義期間，被羅馬帝國所毀。

### 公元100至500年
在公元135年羅馬帝國平定巴爾·科赫巴起義之後的幾個世紀，猶太人被禁止前往耶路撒冷。不過有證據指出，公元2、3世紀時，羅馬帝國允許猶太人到橄欖山及聖殿山朝拜。君士坦丁大帝皈依基督教後，允諾信仰自由，讓猶太人在每年埃波月的聖殿被毀日進入耶路撒冷，在殘餘的牆邊哀悼已經失去的聖殿。
從公元333年《Bordeaux Pilgrim》的資料寫道，“猶太人每年來到這裡，他們在石頭（應該是指Foundation Stone）上塗油、朝拜、哀嘆著。他們撕下身上的衣服，然後離開（to which the Jews come every year and anoint it, bewail themselves with groans, rend their garments, and so depart）”。這是因為羅馬帝國禁止猶太人住在耶路撒冷，僅允許他們一年一次到這邊，哀悼他們民族的命運。
基督教文獻中也記載道，公元4世紀時，猶太人在購買西牆周圍的祈禱權遇到很大的阻礙。公元425年，加利利的猶太人向東羅馬帝國皇帝狄奥多西二世的妻子艾莉婭·歐多琪亞皇后請願，希望猶太人能在聖殿遺址旁祈禱。皇后答應了他們的請求，猶太人終於得到官方的允許，重新回到耶路撒冷定居。

### 約旦統治，1948至1967年
1948年以色列独立后，包括西墙在内的约旦河西岸地区被约旦占领，在被约旦占领期间犹太人被禁止前往西墙，直至1967年。

### 以色列統治，1967至今
1967年第三次中东战争后以色列控制了西墙，这是时隔两千年犹太人再次控制西墙。

### 猶太教

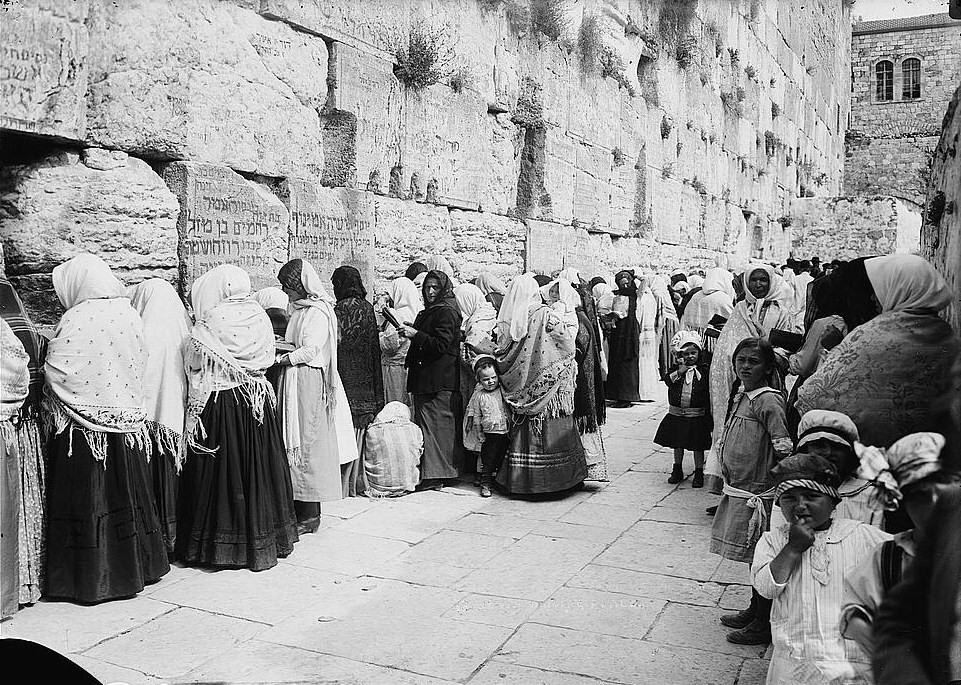
婦女在西墻禱告，二十世紀初。

### 天主教

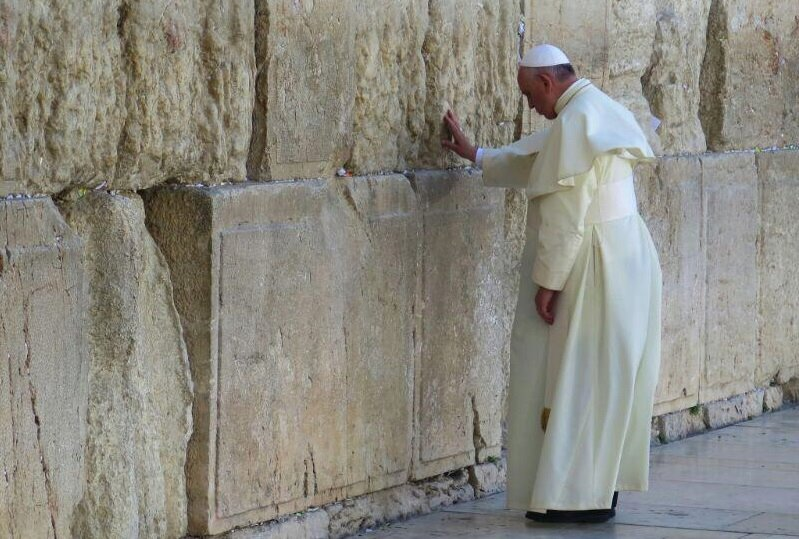
教宗方濟各在西牆。

## 看法

### 猶太人
大多数犹太人，无论是宗教的还是世俗的，都认为这堵墙对他们很重要，因为它最初被建造是为了支撑第二圣殿。犹太人认为1967年以色列占领这堵墙是一个历史性的事件，因为这使他们能够在19年后重新进入这一遗址。

一些哈雷迪(Haredi)教派犹太人也持有不同的观点。最引人注目的是撒塔玛哈西德派(Satmar hasidic)的信徒,他们支撑大拉比Joel Teitelbaum的观点,1967年征服后不接近西墙,因为他反对犹太复国主义,尽管他在二十世纪二十年代对圣地的访问中也到达了西墙。

以色列哲学家Yeshayahu Leibowitz将西墙称为“偶像崇拜”。他还把它叫做“迪斯科舞厅”。1967年六日战争后仅仅一个月,他公开谴责以色列在那次压倒性胜利后的必胜信念，并开玩笑建议将西墙为一个迪斯科舞厅的名字“The Disco of the Divine Presence”，“世俗主义者会很高兴，因为这是一个迪斯科舞厅，而宗教主义者则因为它是以神的存在命名的。”

1994年，Shlomo Goren写道，西墙作为犹太人祈祷场所的传统只有300年历史，犹太人被禁止在圣山上集会后，被迫在那里祈祷。

### 以色列
耶路撒冷以色列研究所2007年进行的一项民意调查显示，96%的以色列犹太人反对以色列放弃西墙。

2009年耶路撒冷日，以色列总理本雅明·内塔尼亚胡在以色列犹太会堂Mercaz HaRav yeshivah上发表演讲时宣称:“飘扬在科泰尔上空的是以色列国旗……我们的圣地，圣殿山将永远在以色列的主权下。

伊扎克·莱特写道:“西墙的伊斯兰化和去犹太化是以色列伊斯兰运动领导人在出版物和公开声明中反复出现的主题。”